# Società Sportiva Calcio Palermo 1973-1974
Questa voce raccoglie le informazioni riguardanti la Società Sportiva Calcio Palermo nelle competizioni ufficiali della stagione 1973-1974.

## Stagione
Nella stagione 1973-1974 il Palermo disputa il campionato di Serie B, ottiene 39 punti e la settima posizione in classifica, stabilendo il primato del maggior numero di pareggi.
A tre settimane dall'inizio del torneo, il 9 settembre, era stata giocata un'amichevole in casa contro la Juventus: il Palermo si impose per 2-1.
Neoretrocesso in serie cadetta, i rosanero riuscirono a raggiungere una finale di Coppa Italia, nel quale però furono sconfitti dal Bologna ai tiri di rigore: in vantaggio fino all'ultimo minuto per 1-0 con gol di Sergio Magistrelli, dopo aver sciupato molte occasioni per raddoppiare vennero raggiunti, allo scadere, da un penalty concesso dall'arbitro Sergio Gonella, per un fallo di Ignazio Arcoleo su Giacomo Bulgarelli, realizzato successivamente da Giuseppe Savoldi.
La squadra è arrivata a questo storico traguardo battendo, nelle gare casalinghe, le blasonate Fiorentina, Juventus (queste 2-0 all'andata) e Lazio (2-0 al ritorno), quest'ultima appena vincitrice del suo primo scudetto, stupendo grazie a una sorta di calcio totale messo in piedi dall'allenatore Corrado Viciani, il quale, reduce dalla più che positiva esperienza alla Ternana (avendola in precedenza portata in Serie A per la prima volta), si guadagnò i soprannomi di "Profeta" e "Maestro" per via del suo credo calcistico del gioco corto, un sistema tattico moderno e spettacolare che per primo contribuì a svecchiare il tradizionale gioco all'italiana.

## Rosa

I neoacquisti Giacomo La Rosa e Sergio Magistrelli in allenamento

| N. |                   | Ruolo | Calciatore        |
| -- | ----------------- | ----- | ----------------- |
|    | Italia (bandiera) | P     | Angelo Bellavia   |
|    | Italia (bandiera) | P     | Giovanni Ferretti |
|    | Italia (bandiera) | P     | Sergio Girardi    |
|    | Italia (bandiera) | P     | Roberto Aliboni   |
|    | Italia (bandiera) | D     | Luigi Pasetti     |
|    | Italia (bandiera) | D     | Paolo Viganò      |
|    | Italia (bandiera) | D     | Alessandro Zanin  |
|    | Italia (bandiera) | D     | Aldo Cerantola    |
|    | Italia (bandiera) | D     | Dario Pighin      |
|    | Italia (bandiera) | D     | Fiorino Pepe      |
|    | Italia (bandiera) | D     | Salvatore Vullo   |
|    | Italia (bandiera) | D     | Angelo Buttini    |

| N. |                   | Ruolo | Calciatore         |
| -- | ----------------- | ----- | ------------------ |
|    | Italia (bandiera) | C     | Ignazio Arcoleo    |
|    | Italia (bandiera) | C     | Erminio Favalli    |
|    | Italia (bandiera) | C     | Sandro Vanello     |
|    | Italia (bandiera) | C     | Arturo Ballabio    |
|    | Italia (bandiera) | C     | Lorenzo Barlassina |
|    | Italia (bandiera) | C     | Paolo Chirco       |
|    | Italia (bandiera) | C     | Francesco Ingrande |
|    | Italia (bandiera) | A     | Sergio Magistrelli |
|    | Italia (bandiera) | A     | Giacomo La Rosa    |
|    | Italia (bandiera) | A     | Giorgio Barbana    |
|    | Italia (bandiera) | A     | Giorgio Mariani    |

## Risultati

### Serie B

#### Girone di andata
| Arbitro: | Casarin (Milano) |

|           |           |             |
| Goffi 40’ | Marcatori | 64’ La Rosa |

| Arbitro: | Moretto (San Donà di Piave) |

|                          |           |              |
| Ballabio 15’ Vanello 21’ | Marcatori | 30’ Callioni |

| Arbitro: | Trinchieri (reggio Emilia) |

|          |           |             |
| Ghio 12’ | Marcatori | 44’ Favalli |

| Arbitro: | Cantelli (Firenze) |

|          |           |  |
| Pepe 79’ | Marcatori |  |

| Arbitro: | Bernardis (Milano) |

|                          |           |  |
| Zandoli 49’ Albanese 61’ | Marcatori |  |

| Arbitro: | Porcelli (Lodi) |

|                    |           |  |
| Barbana 25’ (rig.) | Marcatori |  |

| Arbitro: | Martinelli (Catanzaro) |

|                                                |           |  |
| Jacolino 61’ Castelletti 65’ Bertuzzo 79’, 86’ | Marcatori |  |

| Arbitro: | Schena (Foggia) |

|                          |           |                  |
| Gritti 84’ Prunecchi 86’ | Marcatori | 28’, 59’ La Rosa |

| Palermo 25 novembre 1973 9ª giornata | Palermo          | 0 – 0 | Atalanta | Stadio La Favorita\| Arbitro: \| Lenardon (Siena) \| |
| Arbitro:                             | Lenardon (Siena) |       |          |                                                      |

| Arbitro: | Torelli (Milano) |

|                                            |           |                             |
| Musa 11’, 45’ (rig.) Mujesan 53’ Marmo 68’ | Marcatori | 74’ La Rosa 85’ Magistrelli |

| Arbitro: | R. Lattanzi (Roma) |

|             |           |               |
| La Rosa 76’ | Marcatori | 86’ Campanini |

| Reggio Calabria 16 dicembre 1973 12ª giornata | Reggina          | 0 – 0 | Palermo | Stadio Comunale\| Arbitro: \| Branzoni (Pavia) \| |
| Arbitro:                                      | Branzoni (Pavia) |       |         |                                                   |

| Palermo 23 dicembre 1973 13ª giornata | Palermo            | 0 – 0 | Parma | Stadio La Favorita\| Arbitro: \| Lazzaroni (Milano) \| |
| Arbitro:                              | Lazzaroni (Milano) |       |       |                                                        |

| Arbitro: | Trinchieri (Reggio Emilia) |

|                    |           |  |
| La Rosa 76’ (rig.) | Marcatori |  |

| Arbitro: | Barbaresco (Cormons) |

|                |           |             |
| Piccinetti 33’ | Marcatori | 32’ Arcoleo |

| Arbitro: | Levrero (Genova) |

|          |           |  |
| Pepe 63’ | Marcatori |  |

| Arbitro: | Benedetti (Roma) |

|              |           |             |
| Zuccheri 43’ | Marcatori | 85’ La Rosa |

| Arbitro: | Celli (Trieste) |

|                    |           |  |
| La Rosa 50’ (rig.) | Marcatori |  |

| Avellino 3 febbraio 1974 19ª giornata | Avellino           | 0 – 0 | Palermo | Stadio Partenio\| Arbitro: \| Michelotti (Parma) \| |
| Arbitro:                              | Michelotti (Parma) |       |         |                                                     |

#### Girone di ritorno
| Arbitro: | Moretto (San Donà di Piave) |

|                         |           |                     |
| La Rosa 24’ Barbana 65’ | Marcatori | 4’ Rufo 30’ Pezzato |

| Arbitro: | Martinelli (Catanzaro) |

|                         |           |  |
| Callioni 53’ Traini 56’ | Marcatori |  |

| Arbitro: | Menicucci |

|             |           |             |
| Barbana 45’ | Marcatori | 68’ Carrera |

| Taranto 3 marzo 1974 23ª giornata | Taranto          | 0 – 0 | Palermo | Stadio Salinella\| Arbitro: \| Falasca (Chieti) \| |
| Arbitro:                          | Falasca (Chieti) |       |         |                                                    |

| Arbitro: | Cantelli (Firenze) |

|                       |           |                                |
| Zanin 11’ La Rosa 52’ | Marcatori | 47’ (aut.) Viganò 89’ Albanese |

| Matera 17 marzo 1974 25ª giornata | Brindisi                   | 0 – 0 | Palermo | Stadio XXI Settembre-Franco Salerno\| Arbitro: \| Trinchieri (Reggio Emilia) \| |
| Arbitro:                          | Trinchieri (Reggio Emilia) |       |         |                                                                                 |

| Arbitro: | Trono (Torino) |

|                |           |              |
| Magstrelli 64’ | Marcatori | 58’ Jacolino |

| Arbitro: | Reggiani (Bologna) |

|                 |           |  |
| Magistrelli 73’ | Marcatori |  |

| Arbitro: | Barboni (Firenze) |

|            |           |             |
| Gaiardi 1’ | Marcatori | 59’ Barbana |

| Arbitro: | Sancini (Bologna) |

|                         |           |          |
| La Rosa 39’, 74’ (rig.) | Marcatori | 45’ Musa |

| Arbitro: | V. Lattanzi (Roma) |

|                        |           |  |
| Campanini 6’ Silva 20’ | Marcatori |  |

| Arbitro: | Moretto (San Donà di Piave) |

|                 |           |                     |
| Magistrelli 43’ | Marcatori | 46’ (rig.) Bonfanti |

| Arbitro: | Mascia (Milano) |

|                            |           |                 |
| Rizzati 16’, 36’ Volpi 61’ | Marcatori | 90’ Magistrelli |

| Arbitro: | Cantelli (Firenze) |

|            |           |                |
| Andena 76’ | Marcatori | 6’ Magistrelli |

| Arbitro: | Schena (Foggia) |

|                 |           |             |
| Magistrelli 30’ | Marcatori | 86’ Malaman |

| Arbitro: | Casarin (Milano) |

|                                   |           |             |
| A. Lombardi 60’ (rig.) Parola 84’ | Marcatori | 40’ La Rosa |

| Arbitro: | Picasso (Chiavari) |

|                                  |           |                         |
| Magistrelli 22’, 29’ La Rosa 61’ | Marcatori | 6’ C. Petrini 48’ Rizzo |

| Bari = 9 giugno 1974 37ª giornata | Bari              | 0 – 0 | Palermo | Stadio della Vittoria\| Arbitro: \| Andreoli (Padova) \| |
| Arbitro:                          | Andreoli (Padova) |       |         |                                                          |

| Arbitro: | Foschi (Forlì) |

|                      |           |  |
| Barbana 43’ Pepe 89’ | Marcatori |  |

### Coppa Italia[9]

#### Gruppo 3
| Arbitro: | Panzino (Catanzaro) |

|                         |           |  |
| La Rosa 54’ Mariani 79’ | Marcatori |  |

| Arbitro: | Gussoni (Tradate) |

|              |           |                    |
| Scarrone 63’ | Marcatori | 70’ (aut.) Cazzola |

| 9 settembre 1973 3ª giornata |  | – Turno di riposo PALERMO |  |  |

| Arbitro: | Vannucchi (Bologna) |

|          |           |  |
| Pepe 44’ | Marcatori |  |

| Verona 29 settembre 1973 5ª giornata | Verona          | 0 – 0 | Palermo | Stadio Marcantonio Bentegodi\| Arbitro: \| Serafino (Roma) \| |
| Arbitro:                             | Serafino (Roma) |       |         |                                                               |

#### Girone Finale B
| Arbitro: | Gussoni (Tradate) |

|                          |           |  |
| Ballabio 21’ Barbana 87’ | Marcatori |  |

| Arbitro: | Barboni (Firenze) |

|               |           |          |
| Tombolato 50’ | Marcatori | 82’ Pepe |

| Arbitro: | Reggiani (Bologna) |

|                   |           |  |
| Viganò 14’ (aut.) | Marcatori |  |

| Arbitro: | Prati (Parma) |

|             |           |             |
| Anastasi 5’ | Marcatori | 55’ Buttini |

| Arbitro: | Lenardon (Siena) |

|                     |           |  |
| Magistrelli Barbana | Marcatori |  |

| Arbitro: | Trono (Torino) |

|                                |           |  |
| Vanello 43’ S. Magistrelli 49’ | Marcatori |  |

#### Finale
| Arbitro: | Gonella (Torino) |

|                                           |                      |                                           |
| Savoldi 90’ (rig.)                        | Marcatori            | 32’ Magistrelli                           |
| Bulgarelli Cresci Savoldi Novellini Pecci | Tiri di rigore 5 – 4 | Vanello Magistrelli Barbana Vullo Favalli |

## Statistiche

### Statistiche di squadra
| Competizione | Punti | In casa | In casa | In casa | In casa | In casa | In casa | In trasferta | In trasferta | In trasferta | In trasferta | In trasferta | In trasferta | Totale | Totale | Totale | Totale | Totale | Totale | DR |
| Competizione | Punti | G       | V       | N       | P       | Gf      | Gs      | G            | V            | N            | P            | Gf           | Gs           | G      | V      | N      | P      | Gf     | Gs     | DR |
| ------------ | ----- | ------- | ------- | ------- | ------- | ------- | ------- | ------------ | ------------ | ------------ | ------------ | ------------ | ------------ | ------ | ------ | ------ | ------ | ------ | ------ | -- |
| Serie B      | 39    | 19      | 9       | 9       | 1       | 23      | 15      | 19           | 0            | 12           | 7            | 12           | 27           | 38     | 9      | 21     | 8      | 35     | 42     | -7 |
| Coppa Italia |       | 5       | 5       | 0       | 0       | 9       | 0       | 5            | 0            | 4            | 1            | 3            | 4            | 11     | 5      | 5      | 1      | 13     | 5      | +8 |
| Totale       |       | 24      | 14      | 9       | 1       | 32      | 15      | 24           | 0            | 16           | 8            | 15           | 31           | 49     | 14     | 26     | 9      | 48     | 47     | +1 |

### Statistiche dei giocatori
| Giocatore      | Serie B  | Serie B | Serie B     | Serie B    | Coppa Italia | Coppa Italia | Coppa Italia | Coppa Italia | Totale   | Totale | Totale      | Totale     |
| Giocatore      | Presenze | Reti    | Ammonizioni | Espulsioni | Presenze     | Reti         | Ammonizioni  | Espulsioni   | Presenze | Reti   | Ammonizioni | Espulsioni |
| -------------- | -------- | ------- | ----------- | ---------- | ------------ | ------------ | ------------ | ------------ | -------- | ------ | ----------- | ---------- |
| I. Arcoleo     | 32       | 1       | ?           | ?          | ?            | ?            | ?            | ?            | 32+      | 1+     | ?           | ?          |
| A. Ballabio    | 30       | 1       | ?           | ?          | ?            | ?            | ?            | ?            | 30+      | 1+     | ?           | ?          |
| G. Barbana     | 26       | 4       | ?           | ?          | ?            | ?            | ?            | ?            | 26+      | 4+     | ?           | ?          |
| L. Barlassina  | 35       | 0       | ?           | ?          | ?            | ?            | ?            | ?            | 35+      | 0+     | ?           | ?          |
| A. Bellavia    | 12       | -9      | ?           | ?          | ?            | ?            | ?            | ?            | 12+      | -9+    | ?           | ?          |
| A. Buttini     | 9        | 0       | ?           | ?          | ?            | ?            | ?            | ?            | 9+       | 0+     | ?           | ?          |
| A. Cerantola   | 23       | 0       | ?           | ?          | ?            | ?            | ?            | ?            | 23+      | 0+     | ?           | ?          |
| P. Chirco      | 4        | 0       | ?           | ?          | ?            | ?            | ?            | ?            | 4+       | 0+     | ?           | ?          |
| E. Favalli     | 28       | 1       | ?           | ?          | ?            | ?            | ?            | ?            | 28+      | 1+     | ?           | ?          |
| S. Girardi     | 28       | -31     | ?           | ?          | ?            | ?            | ?            | ?            | 28+      | -31+   | ?           | ?          |
| F. Ingrande    | 1        | 0       | ?           | ?          | ?            | ?            | ?            | ?            | 1+       | 0+     | ?           | ?          |
| G. La Rosa     | 28       | 15      | ?           | ?          | ?            | ?            | ?            | ?            | 28+      | 15+    | ?           | ?          |
| S. Magistrelli | 25       | 9       | ?           | ?          | ?            | ?            | ?            | ?            | 25+      | 9+     | ?           | ?          |
| G. Mariani     | 3        | 0       | ?           | ?          | ?            | ?            | ?            | ?            | 3+       | 0+     | ?           | ?          |
| L. Pasetti     | 19       | 0       | ?           | ?          | ?            | ?            | ?            | ?            | 19+      | 0+     | ?           | ?          |
| F. Pepe        | 21       | 3       | ?           | ?          | ?            | ?            | ?            | ?            | 21+      | 3+     | ?           | ?          |
| D. Pighin      | 31       | 0       | ?           | ?          | ?            | ?            | ?            | ?            | 31+      | 0+     | ?           | ?          |
| S. Vanello     | 32       | 1       | ?           | ?          | ?            | ?            | ?            | ?            | 32+      | 1+     | ?           | ?          |
| P. Viganò      | 29       | 0       | ?           | ?          | ?            | ?            | ?            | ?            | 29+      | 0+     | ?           | ?          |
| S. Vullo       | 13       | 0       | ?           | ?          | ?            | ?            | ?            | ?            | 13+      | 0+     | ?           | ?          |
| A. Zanin       | 25       | 0       | ?           | ?          | ?            | ?            | ?            | ?            | 25+      | 0+     | ?           | ?          |